# Aroa subnotata
Aroa subnotata är en fjärilsart som beskrevs av Walker 1855. Aroa subnotata ingår i släktet Aroa och familjen tofsspinnare. Inga underarter finns listade i Catalogue of Life.